# Терел (Тексас)
Терел (енгл. Terrell) град је у америчкој савезној држави Тексас. По попису становништва из 2010. у њему је живело 15.816 становника.

## Демографија
Према попису становништва из 2010. у граду је живело 15.816 становника, што је 2.210 (16,2%) становника више него 2000. године.
| Група             | 2000.         | 2010.         |
| Белци             | 6.591 (48,4%) | 7.104 (44,9%) |
| Афроамериканци    | 4.386 (32,2%) | 4.337 (27,4%) |
| Азијати           | 76 (0,6%)     | 82 (0,5%)     |
| Хиспаноамериканци | 2.390 (17,6%) | 4.047 (25,6%) |
| Укупно            | 13.606        | 15.816        |